# انباشت اولیه سرمایه
در اقتصاد مارکسیستی و نظریه‌های پیشین، مسئلهٔ انباشت اولیه (که همچنین انباشت قبلی یا انباشت بدوی) سرمایه نامیده می‌شود که به منشأ سرمایه و چگونگی شکل‌گیری تمایز طبقاتی بین مالکان و غیرمالکان می‌پردازد.
توصیف آدام اسمیت از انباشت اولیه نشان‌دهندهٔ یک روند صلح‌آمیز است، که در آن برخی از کارگران با سرسختی بیشتری کار می‌کردند و به تدریج ثروت را به وجود آوردند، و در نهایت کارگران کمتر سخت گیر را به پذیرش دستمزدهای زندگی برای کار خود ترک کردند. کارل مارکس این توضیح را با عنوان «کودکانه» رد کرد. چنان‌که دیوید هاروی می‌گوید، انباشت اولیه «مستلزم گرفتن زمین، محصور کردن آن، اخراج جمعیت ساکن برای ایجاد یک پرولتاریای بی‌زمین و سپس آزادسازی زمین به جریان اصلی انباشت سرمایه است». این کار از طریق خشونت، جنگ، بردگی و استعمار ممکن می‌گردد.

## نامگذاری و ترجمه
این مفهوم در ابتدا به روشهای مختلفی مورد استفاده قرار گرفت و بیان «تجمع» که منشأ سرمایه‌داری بود، با آدم اسمیت ظاهر شد. اسمیت، در زبان انگلیسی خود، ثروت ملل از تجمع قبلی سخن گفت، هرچند که هرگز به انباشت انباشت قبلی در «ثروت ملل» اشاره نمی‌کند؛ کارل مارکس، در زبان آلمانی Das Kapital، اصطلاح اسمیت را اصلاح کرد، با ترجمه آن به آلمانی به عنوان ursprünglich ("اصل، اولیه")؛ مترجمان مارکس، به نوبه خود، آن را به زبان انگلیسی به عنوان ابتدایی ارائه شده است. جیمز استوارت، با کار او در سال ۱۷۶۷، توسط برخی از محققان به عنوان بزرگ‌ترین نظریه‌پرداز کلاسیک تجمع ابتدایی در نظر گرفته شده است.

## اسطوره‌های اقتصادی سیاسی
مارکس در برهم زدن سرچشمه سرمایه، نیاز به برطرف کردن آنچه را که احساس می‌کرد، اسطوره‌های دینی و افسانه‌های مربوط به سرچشمه سرمایه داری بود. مارکس نوشت:
"این تجمع اولیه در اقتصاد سیاسی در مورد همان بخش گناه اصلی در الهیات است. آدام کمی سیب گرفت و گناه بر نژاد بشر افتاد. منشاء آن باید زمانی توضیح داده شود که به عنوان یک داستان از گذشته گفته شده است. در آن زمان، دو نوع از مردم وجود داشت؛ یکی، سخت کوش، هوشمند و، بالاتر از همه، نخبگان فقیر؛ دیگر، ترسناک‌های تنبل، مصرف مواد خود و بیشتر، در زندگی شلخته. (. . .) بنابراین تصور می‌شد که نوع سابق ثروت را تثبیت کرده و مرتفع شدن آن در نهایت چیزی جز فروش پوسته‌های خود نداشت؛ و از این گناه اصلی فقر اکثریت بزرگی است که، با وجود تمام کارهایش، تا به امروز هیچ چیزی برای فروش به جز خود و ثروت برخی از آنها که دائماً افزایش می‌یابد، گرچه مدت‌ها متوقف شده‌اند. چنین کودکی هر روز به دفاع از اموال ما موعظه می‌شود. "
چه باید توضیح داده شود این است که روابط سرمایه داری تولید از لحاظ تاریخی ثابت شده است. به عبارت دیگر، در مورد این ابزار تولید، مالکیت خصوصی و معامله در آن و نحوه سرمایه داری می‌تواند کارگران را در بازار کار آماده و مایل به کار برای آنها پیدا کند؛ چرا که آنها ابزار معیشتی دیگر ندارند؛ همچنین به عنوان " ارتش نیروی کار " اشاره دارد.

## ارتباط بین انباشت اولیه و استعمار
در همان زمان که موانع محلی برای سرمایه گذاری در تولید برطرف می‌شوند و یک بازار ملی متحد با ایدئولوژی ناسیونالیستی در حال توسعه است، مارکس انگیزه ای قوی برای توسعه تجاری از تجارت جهانی می‌بیند:

## انباشت اولیه و خصوصی‌سازی
بر طبق نظر مارکس، هدف کلی تجمع ابتدایی این است که وسایل تولیدی را خصوصی‌سازی کنیم، به طوری که صاحبان بهره‌برداری می‌توانند از کار اضافی کارکنان کسانی که به واسطه امکانات دیگر، برای آنها کار می‌کنند، پول بگیرند.
مارکس می‌گوید که تجمع ابتدایی به معنای سلب مالکیت تولیدکنندگان مستقیم و به‌طور خاص "انحلال مالکیت خصوصی بر اساس کار صاحب آن است . . . برای مثال، مالکیت خصوصی شخصی خود که بر پایهٔ همکاری فرد فرد و مستقل کارگر با شرایط کارش است، توسط مالکیت خصوصی سرمایه داری جایگزین می‌شود که بر بهره برداری از کار آزاد اسمی دیگران، یعنی بر دستمزد کار "(تأکید اضافه شده است)

## روابط اجتماعی سرمایه داری
در فصل آخر سرمایه، جلد اول، مارکس شرایط اجتماعی را که برای سرمایه داری لازم بود با نظر در مورد نظریه استعمار ادوارد گیبون ویکفیلد توضیح داد:

## همچنین بنگرید
- انباشت سرمایه
- زمین مشترک
- روابط تولید